# ナギナタガヤ属
ナギナタガヤ属 Vu]lpia C. C. Gmel. はイネ科の植物の群の1つ。細長い小穂の先端には長い芒が出て、それが一束の穂を作る。

## 特徴
1年生の草本。葉身が内に巻いて細くなっている。花序は円錐から総状をしている。小穂は多数の小花からなり、やや左右に扁平となっている。包頴は細くて、第1と第2の大きさが同じでなく、第1がかなり小さい。護頴は狭披針形で縁は内に巻き、またその先端は真っ直ぐで長い芒に続く。雄蕊は1～3本。

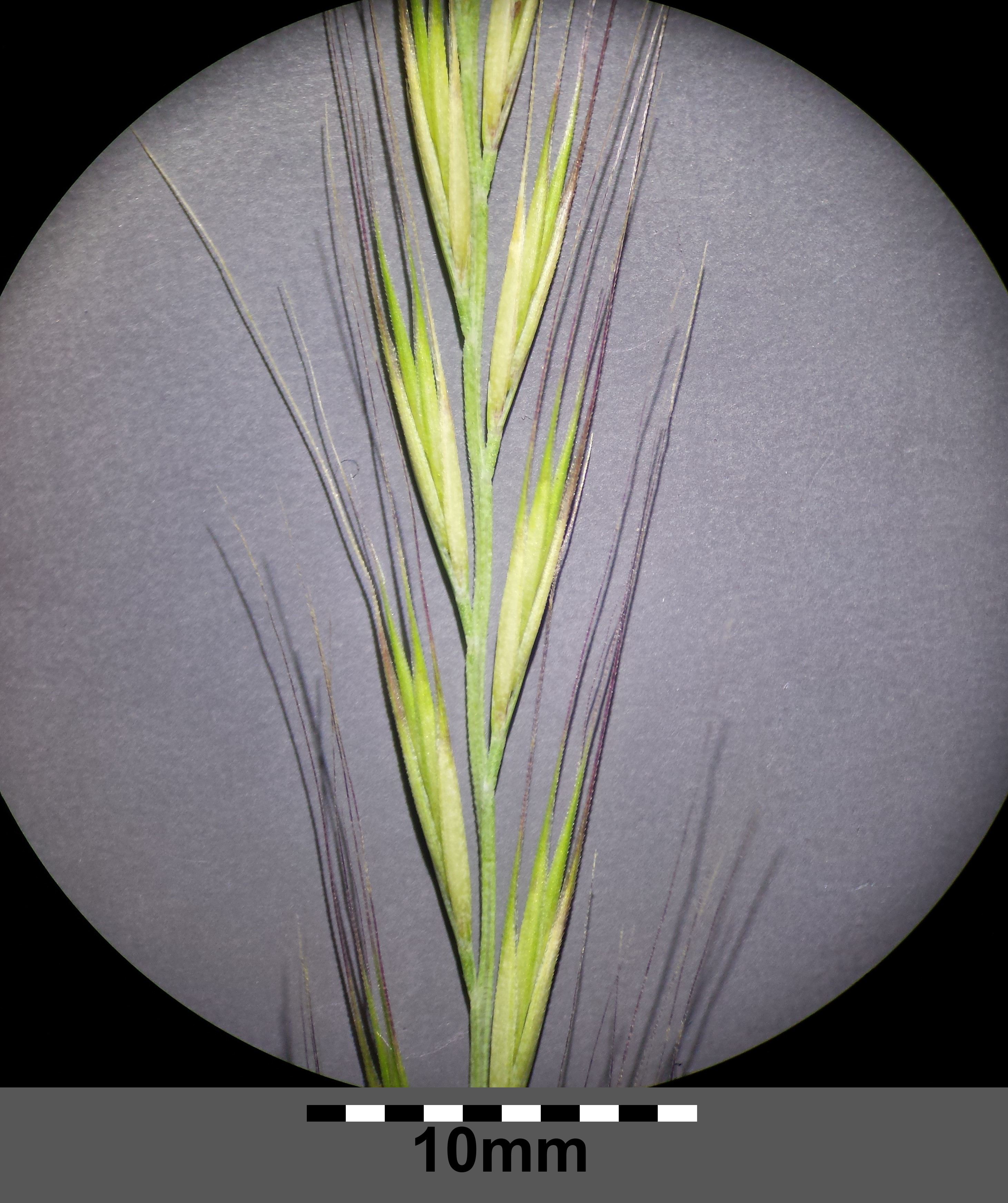
ナギナタガヤ・花序の一部
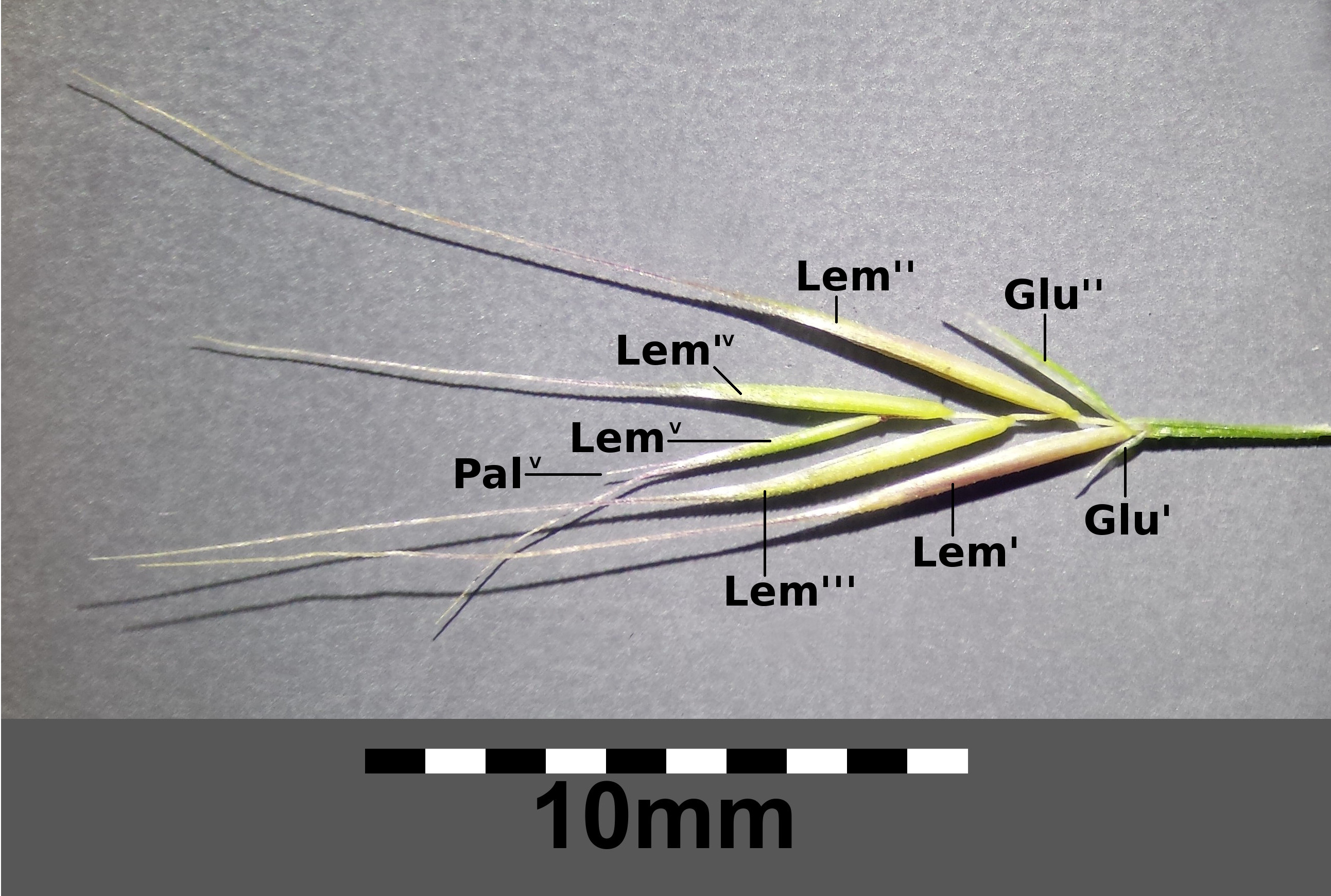
小穂の構造
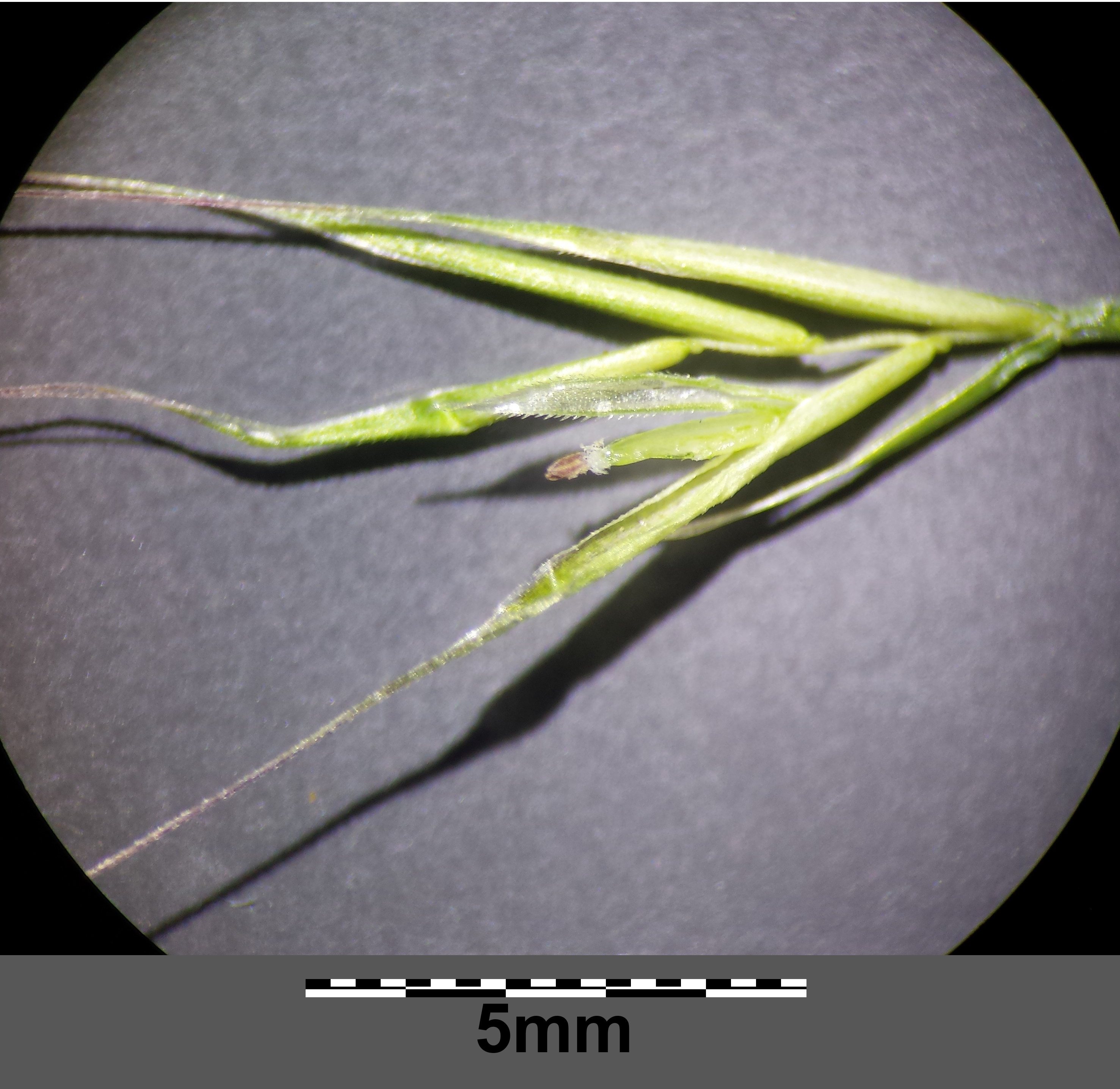
内頴を広げた様子

## 種と分布
北半球の温帯を中心に26種が知られる。
以下の種が知られる。
- Vulpia alopecuros
- Vulpia alpina
- Vulpia antucensis
- Vulpia australis
- Vulpia brevis
- Vulpia bromoides イヌナギナタガヤ
- Vulpia ciliata
- Vulpia cynosuroides
- Vulpia delicatula
- Vulpia elliotea
- Vulpia fasciculata
- Vulpia fontquerana
- Vulpia geniculata
- Vulpia gracilis
- Vulpia gypsophila
- Vulpia ligustica
- Vulpia litardiereana
- Vulpia membranacea
- Vulpia microstachys
- Vulpia muralis
- Vulpia myuros ナギナタガヤ
- Vulpia octoflora ムラサキナギナタガヤ
- Vulpia pectinella
- Vulpia persica
- Vulpia sicula
- Vulpia unilateralis

日本には在来種はなく、ナギナタガヤ、イヌナギナタガヤ、ムラサキナギナタガヤの3種が移入種として見られる。

## 分類
イチゴツナギ連 Tribe Poeae に所属する。かつてはウシノケグサ属 Festuca に含めたが、本属のものは1年生、ないし越年生であること、葯が退化的で小さく、しばしば1個だけ(希に2～3個のことも)であること、護頴の脈が不明瞭で、その先端が直立する柔らかい芒になることなど、異なる特徴があることから別属に扱われるようになった。